# Jean Baptiste Louis Pierre
Jean Baptiste Louis Pierre (Saint-André, Francia; 23 de octubre de 1833 – 30 de octubre de 1905) fue un botánico y explorador francés.
Estudió en París y luego viajó en 1861, primero a Reunión y luego a la India, donde trabajó en el jardín botánico de Calcuta. Dirigió desde 1865 hasta 1877, el jardín botánico de Saigón. Pierre realizó de numerosas exploraciones científicas en Indochina.
Se le debe en particular la Flore forestière de la Cochinchine (1880-1907), así como el artículo "Sur les plantes à caoutchouc de l’Indochine" (publicado en Revue des cultures coloniales, 1903) y el capítulo sobre las sapotáceas de las Notes botaniques (1890-1891).

## Honores
Heinrich Gustav Adolf Engler nombró en su honor los géneros Pierrina Engl. 1909, de la familia Scytopetalaceae y Pierreodendron Engl. 1907 de la familia Simaroubaceae ; Auguste Chevalier nombró un género Pierreodendron A.Chev. 1917, de la familia Sapotaceae y Henry Fletcher Hance el género Pierrea Hance 1877, de la familia Flacourtiaceae.

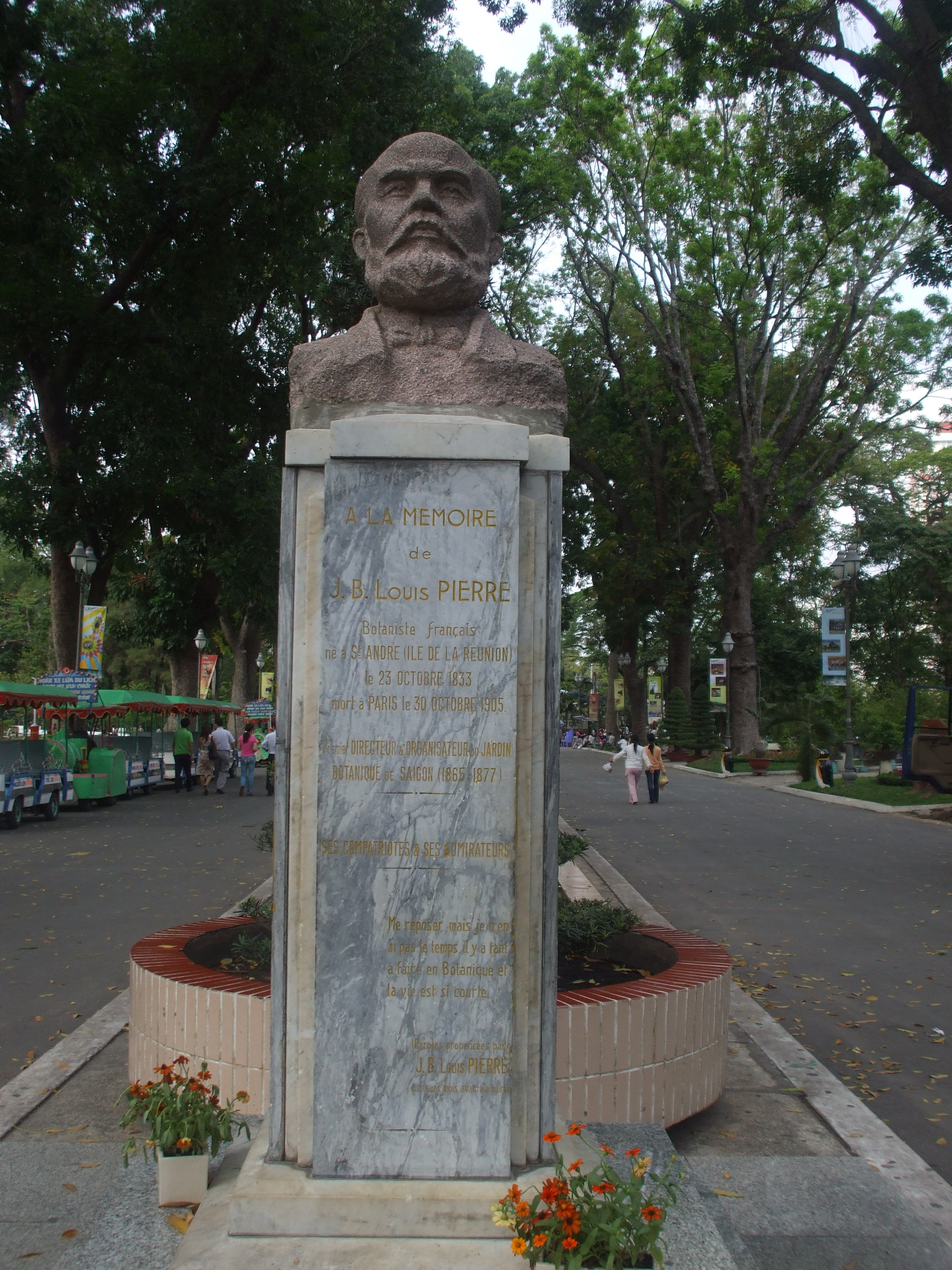
Jean Baptiste Louis Pierre.

- La abreviatura «Pierre» se emplea para indicar a Jean Baptiste Louis Pierre como autoridad en la descripción y clasificación científica de los vegetales.[1] realizó la descripción botánica del Coffea canephora Pierre en 1895 originaria de África Tropical.

## Fuente
- Umberto Quattrocchi (2000). CRC World Dictionary of Plant Names, CRC Press : 2896 pp. ISBN 0-8493-2673-7